# Tomás Zarraonandia
Tomás Antonio Zarraonandia Montoya, conocido como Zarraonandia (Munguía, España, 28 de diciembre de 1910-Guecho, España, 13 de febrero de 2000) fue un portero de fútbol español. Era el hermano mayor del delantero Telmo Zarra.

## Biografía
Era el hermano mayor del mítico delantero del Athletic Club Telmo Zarra, a quien inició en el mundo del fútbol. Tomás formó parte del Arenas Club de Guecho durante gran parte de su carrera profesional, club con el que jugó en la Primera División de España y logró el Trofeo Zamora en la temporada 1930-1931. Más tarde continuó su carrera deportiva en otros clubes de Segunda División como el Oviedo o el C. A. Osasuna, hasta que en 1936 estalló la guerra civil española y se retiró temporalmente de los terrenos de juego. Aunque no tenía previsto volver a jugar al fútbol, cuando en 1939 su hermano Telmo fichó por el Erandio Club, él ingresó también en el equipo para apoyarle desde dentro.
Ya casi terminada la temporada 1939-40, durante un partido entre el Erandio y el Athletic Club en Ategorri, sufrió un duro encontronazo con el jugador bilbaíno Guillermo Gorostiza, quien accidentalmente le pisó, y eso le provocó una grave lesión en el dedo anular de la mano derecha. Tras esto, el veterano portero aún pudo disputar algunos partidos, pero al no lograr recuperarse completamente de su lesión, decidió colgar definitivamente las botas.

## Clubes
| Club             | País   | Temporadas  |
| ---------------- | ------ | ----------- |
| Apurtuarte Club  | España | 1926 - 1928 |
| Arenas de Guecho | España | 1928 - 1932 |
| Oviedo           | España | 1933 - 1934 |
| C. A. Osasuna    | España | 1935 - 1936 |
| Erandio Club     | España | 1939 - 1940 |

## Palmarés

### Distinciones individuales
| Distinción    | Año  |
| ------------- | ---- |
| Trofeo Zamora | 1931 |